# Inhibition, symptôme et angoisse
Inhibition, symptôme et angoisse est un ouvrage de Sigmund Freud publié en 1926 sous le titre Hemmung, Symptom und Angst. Livre construit sans unité, il fait état de réflexions cliniques sur des sujets divers : d’abord la question de l'inhibition et celle du symptôme puis dans la majeure partie de l'ouvrage celle de l'angoisse, où Freud répond notamment à l'ouvrage Le Traumatisme de la naissance d’Otto Rank.